# Anashkin Seamount
Der Anashkin Seamount (englisch) ist ein ovaler Tiefseeberg im Südpolarmeer nördlich des Rossmeers. Er liegt westlich der Scott Seamounts zwischen 1060 und 3400 m unter dem Meeresspiegel. 
Sowjetische Wissenschaftler entdeckten ihn 1987 von Bord des Forschungsschiffs Professor Subow. Benannt ist er nach dem Hydrographen Alexei Alexejewitsch Anaschkin (1914–1987), der als Mitglied der sowjetischen Pazifikflotte in den Meeresgewässern des Fernen Ostens hydrographische Untersuchungen durchgeführt hatte.